# Fernsehturm Qingdao
Der Fernsehturm Qingdao ist ein 1984 fertiggestellter 232 m hoher Stahlfachwerkturm mit Aussichtsplattform auf dem 116 m hohen Taiping Hügel im Julin Hill Park in Qingdao, Volksrepublik China. Der Turmkorb ist kugelförmig und beherbergt unterhalb auf 160 m Höhe eine Aussichtsplattform, welche diverse Souvenirstände und ein Café beherbergt und wurde erst in den 1990er Jahren für die Öffentlichkeit geöffnet. Während der olympischen Segelwettkämpfe 2008 wurde unter Touristen ein Tombola-Stand in der Plattform bekannt, welcher in goldenen Eiern verpackte Olympia-VIP-Karten verloste. Am Fuße des Turms befindet sich ein Olympiamuseum.